# Франко, Джеймс
Джеймс Э́двард Фра́нко (англ. James Edward Franco, род. 19 апреля 1978[…], Пало-Алто, Калифорния) — американский актёр, кинорежиссёр, сценарист, продюсер, художник, писатель, преподаватель кинопроизводства в Нью-Йоркском университете. Начал актёрскую карьеру в конце 1990-х годов, исполнив одну из ролей в телесериале «Хулиганы и ботаны», а также снявшись в нескольких молодёжных фильмах. В 2001 году он исполнил заглавную роль в телевизионной биографической картине Марка Райделла «Джеймс Дин», став лауреатом премии «Золотой глобус» в номинации «Лучший актёр мини-сериала или телевизионного фильма». За роль в фильме «127 часов» был номинирован на «Оскар», однако награду так и не получил.
В начале 2000-х годов стал известным благодаря роли Гарри Озборна в трилогии «Человек-паук». В 2005 году снялся в фильме «Великий рейд», исполнив роль Роберта Принса, командира Батальона Рейнджеров, спасшего военнопленных из лагеря в Кабанатуане во время Второй мировой войны. В следующем году исполнил главные роли в трёх фильмах: «Тристан и Изольда», «Поединок» и «Эскадрилья „Лафайет“». В 2008 году снялся в комедии «Ананасовый экспресс: Сижу, курю» с коллегой по сериалу «Хулиганы и ботаны» Сетом Рогеном. Также исполнил эпизодическую роль в фильме «Ночи в Роданте» и одну из главных ролей в биографическом фильме «Харви Милк».

## Биография

### Ранние годы и образование
Франко родился 19 апреля 1978 года в Пало-Алто, Калифорния в семье Бетси Верн, поэтессы, писательницы и редактора, и Дага Франко. Мать — из семьи польских, литовских и русских евреев, а отец имеет португальские и шведские корни. Франко рос в Калифорнии с двумя младшими братьями, Томом и Дэвидом (впоследствии тоже актёром). В 1996 году окончил школу Пало-Алто, где по решению своих одноклассников был назван учеником с «самой лучшей улыбкой». Затем поступил в Калифорнийский университет в Лос-Анджелесе по специальности «английский язык». После первого курса ушёл из университета, выбрав карьеру актёра, и брал уроки у Роберта Карнеги из Западного театра.
В интервью Терри Гроссу Франко рассказал, что в старших классах был арестован за мелкое воровство: они с друзьями воровали в магазине одеколон и продавали его в школе. Он также отметил, что по иронии судьбы впоследствии, в 2008 году, стал лицом одеколона Gucci.
В 2008 году Франко получил степень бакалавра по английскому языку в Калифорнийском университете в Лос-Анджелесе. Свою выпускную бакала́врскую работу Франко писал под руководством писательницы Моны Симпсон. Затем он переехал в Нью-Йорк, чтобы учиться по программе магистров литературы Колумбийского университета, а также в Школе искусств Тиш при Нью-Йоркском университете, где он изучает кинопроизводство.
В этот период Джеймс увлёкся живописью, которой он занимался в средней школе. Также можно заметить Франко рисующим в одном из эпизодов третьей части «Человека-паука».
Франко учился актёрскому мастерству у  преподавателя Иваны Чаббак, список учеников которой включает в себя Шарлиз Терон, Хэлли Берри, Элизабет Шу, Керри-Энн Мосс, Джона Войта, Иэна Сомерхолдера.

### Карьера
- «Три женщины» (1977)

После пятнадцати месяцев обучения актёрскому мастерству Франко стал участвовать в прослушиваниях в Лос-Анджелесе. В 1999 году получил свою первую главную роль в сериале «Хулиганы и ботаны», который просуществовал недолго, но был положительно оценён критиками. Первой главной ролью в фильме стала роль в молодёжной комедии «Любой ценой» (2000), где он снялся со своей бывшей девушкой Марлой Соколофф. Затем исполнил заглавную роль в телевизионном байопике 2001 года режиссёра Марка Райдела «Джеймс Дин». Кен Такер из журнала Entertainment Weekly писал: «Франко мог бы механически проговорить свою роль, создав посредственный образ Дина, но вместо этого он проник в самую суть этого неуверенного в себе молодого человека, лишённого поддержки родных и близких». За эту роль Франко получил награду «Золотой глобус», а также был номинирован на «Эмми» и премию Гильдии киноактёров.

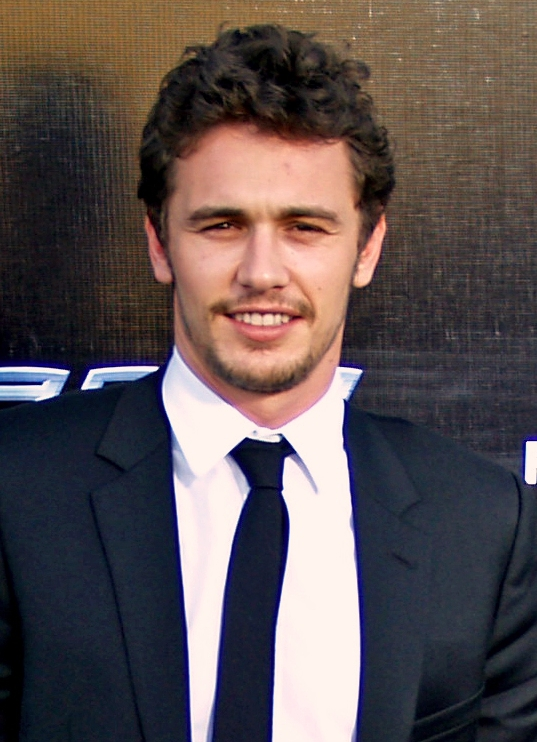
Джеймс Франко на премьере фильма «Человек-паук 3: Враг в отражении», в 2007 году.

Изначально Франко был одним из претендентов на роль Человека-паука / Питера Паркера, главную роль в экранизации «Человека-паука», но в итоге был утверждён на роль Гарри Озборна, сына Нормана Озборна / Зелёного гоблина. После успеха первого фильма Джеймс снялся в двух последующих фильмах трилогии, «Человек-паук 2» и «Человек-паук 3». В 2002 году Франко снялся в драме «Последнее дело Ламарки». Также снялся с Нив Кэмпбелл в фильме Роберта Олтмена «Труппа» (2003). В 2005 году сыграл Роберта Принса в фильме «Великий рейд».
В 2006 году Франко сыграл в фильме «Поединок» и исполнил роль легендарного героя Тристана в фильме Тристан и Изольда, экранизации легенды. Его партнёршей по фильму стала английская актриса София Майлс. Затем он прошёл тренировку с каскадёрской командой «Голубые ангелы» и получил права пилота для роли в фильме Эскадрилья «Лафайет», который вышел в сентябре 2006 года; в этом же месяце Франко сыграл эпизодическую роль в фильме «Плетёный человек», где главную роль исполнил Николас Кейдж, режиссёр фильма «Жиголо» (2002) с Франко в главной роли. Он также сыграл камео в фильме «Немножко беременна».
В 2008 году Франко сыграл роль наркодилера Сола в комедии «Ананасовый экспресс: Сижу, курю». Партнёром по фильму стал соавтор сценария к фильму и давний знакомый Джеймса Сет Роген, а продюсером фильма выступил Джад Апатоу: оба работали с Франко над сериалом «Хулиганы и ботаны». За эту роль Франко был отмечен номинацией на «Золотой глобус» в категории Лучшая мужская роль (комедия или мюзикл). 20 сентября 2008 Джеймс был ведущим Saturday Night Live.
В 2008 году Франко вместе Шоном Пенном, Джошем Бролином и Эмилем Хиршем сыграл в биографическом фильме режиссёра Гаса Ван Сента «Харви Милк». Франко исполнил роль Скотта Смита, любовника Харви Милка (Пенн). За эту роль Франко была присуждена награда «Независимый дух» в категории «Лучший актёр второго плана».
В 2009 году Франко выступил в роли режиссёра, сняв короткометражку «Пир Стивена», за которую на 60-м Берлинском кинофестивале получил премию Тедди.
В 2010 году Джеймс Франко исполнил роль альпиниста и покорителя каньонов Арона Ральстона в биографической драме Дэнни Бойла «127 часов». За эту роль актёр был удостоен множество кинонаград и номинаций, среди которых номинации на «Оскар», «BAFTA», «Премию Гильдии актёров» и «Золотой глобус» в категории «Лучшая мужская роль». В ноябре 2010 года был объявлен в качестве ведущего премии «Оскар-2011». «Джеймс Франко и Энн Хэтэуэй представляют новое поколение символов Голливуда — энергичных, полных сил и разносторонне талантливых. Мы надеемся, что трансляция церемонии продемонстрирует их невероятные способности» — объяснили свой выбор продюсеры церемонии.
В 2011 году Джеймс вместе с двумя художниками создал Музей невидимого искусства, в котором выставляются воображаемые картины и скульптуры.
В 2013 году широкое обсуждение получил факт осуждения Джеймсом запрета к показу фильма гомосексуальной тематики «Я хочу твоей любви».
7 марта 2013 года актёр получил звезду на Голливудской аллее славы. 13 февраля 2015 года был утверждён на главную роль Джейка Эппинга (Джорджа Амберсона) мини-сериале «11.22.63» про убийство Кеннеди, который является экранизацией романа Стивена Кинга «11/22/63».
В 2017 году снялся в фильме «Почему он?» и в качестве режиссёра снял фильм «Горе-творец», в котором исполнил главную роль. В середине ноября 2019 года в российский прокат выйдет анимационная комедия «Стражи Арктики», в оригинальной версии которой Франко озвучил одного из главных героев.
Летом 2022 года стало известно о назначении актёра на роль Фиделя Кастро в новом фильме Мигеля Бардема.

### Личная жизнь
В 1999—2004 годах встречался с актрисой Марлой Соколофф. В 2006—2011 годах встречался с актрисой Аной О`Райли. В 2018 году был замечен в скандале с Элли Шиди, которая в Twitter негативно отозвалась о награждении его «Золотым глобусом», вскоре после того он был обвинён 5 женщинами в непристойном поведении.
Летом 2019 года официально представил свою возлюбленную Изабель Пакзад, с которой встречался с 2018 года.
10 января 2018 года Франко был обвинён в попытке принуждения к оральному сексу и совращения несовершеннолетней. Это произошло после церемонии вручения премии «Золотой глобус», на которую актёр пришёл со значком движения Time’s Up в защиту жертв домогательств. Ещё пять женщин заявили о сексуальной эксплуатации со стороны Франко. На фоне скандала журналисты обнаружили в книге актёра инструкцию по совращению юных поклонниц. Франко всё отрицает, кроме того, он является сторонником движения против харассмента Time’s Up. Также из-за скандала Франко был удалён с обложки Vanity Fair перед выходом журнала и не был номинирован на премию «Оскар», хотя у него были все шансы с фильмом «Горе-Творец». В июне 2021 года Франко согласился выплатить 2,2 млн долл. в рамках внесудебного урегулирования по делу о неприемлемом сексуальном поведении. Жалобу подали его бывшие студенты в киношколе.

## Фильмография

### Актёрские работы
| Год       |    | Русское название                             | Оригинальное название            | Роль                             |
| --------- | -- | -------------------------------------------- | -------------------------------- | -------------------------------- |
| 1997      | с  | Полицейские на велосипедах                   | Pasific Blue                     | Брайан                           |
| 1998      | тф | 1973                                         | 1973                             | Грег                             |
| 1999      | с  | Служить и защищать                           | To Serve and Protect             | Мэтт Карр                        |
| 1999      | с  | Профайлер                                    | Profiler                         | Стиви                            |
| 1999      | ф  | Нецелованная                                 | Never Been Kissed                | Джейсон                          |
| 1999—2000 | с  | Хулиганы и ботаны                            | Freaks and Geeks                 | Дэниел Дезарио                   |
| 2000      | тф | Любой ценой                                  | Whatever It Takes                | Крис Кэмпбелл                    |
| 2000      | ф  | Любой ценой                                  | At Any Cost                      | Майк Робертс                     |
| 2000      | ф  | Если завтра настанет                         | If Tomorrow Comes                | Девин                            |
| 2001      | с  | Секретные материалы                          | The X-Files                      | офицер # 2                       |
| 2001      | тф | Джеймс Дин                                   | James Dean                       | Джеймс Дин                       |
| 2002      | ф  | Человек-паук                                 | Spider-Man                       | Гарри Озборн                     |
| 2002      | ф  | Дикая банда                                  | Deuces Wild                      | Тино Венора                      |
| 2002      | ф  | Призрак матери                               | Mother Ghost                     | скейтбордист                     |
| 2002      | ф  | Мёртвая точка                                | Blind Spot                       | Дэнни                            |
| 2002      | ф  | Жиголо                                       | Sonny                            | Сонни Филлипс                    |
| 2002      | ф  | Последнее дело Ламарки                       | City by the Sea                  | Джой Ламарка                     |
| 2003      | ф  | Труппа                                       | The Company                      | Джош                             |
| 2004      | ф  | Человек-паук 2                               | Spider-Man 2                     | Гарри Озборн                     |
| 2005      | ф  | Обезьяна                                     | The Ape                          | Гарри Уолкер                     |
| 2005      | ф  | Великий рейд                                 | The Great Raid                   | капитан Роберт Принс             |
| 2005      | ф  | Золото дурака                                | Fool's Gold                      | Брент                            |
| 2006      | ф  | Тристан и Изольда                            | Tristan + Isolde                 | Тристан                          |
| 2006      | ф  | Поединок                                     | Annapolis                        | Джейк Хьюард                     |
| 2006      | ф  | Плетёный человек                             | The Wicker Man                   | парень в баре                    |
| 2006      | ф  | Эскадрилья «Лафайет»                         | Flyboys                          | Блейн Роулингс                   |
| 2006      | ф  | Мёртвая девушка                              | The Dead Girl                    | Дерек                            |
| 2006      | ф  | Отпуск по обмену                             | The Holyday                      | в роли самого себя               |
| 2007      | тф | Американское преступление                    | An American Crime                | Энди                             |
| 2007      | ф  | Интервью                                     | Interview                        | голос парня по телефону          |
| 2007      | ф  | Завершая игру                                | Finishing the Game               | Дин Сило                         |
| 2007      | ф  | Немножко беременна                           | Knocked Up                       | Самого себя                      |
| 2007      | ф  | Человек-паук 3: Враг в отражении             | Spider-Man 3                     | Гарри Озборн / Новый гоблин      |
| 2007      | ф  | Счастливчик Макс                             | Good Time Max                    | Макс                             |
| 2007—2012 | с  | Главный госпиталь                            | General Hospital                 | Франко                           |
| 2007      | ф  | В долине Эла                                 | In the Valley of Elah            | сержант Дэн Карнелли             |
| 2008      | ф  | Медовый месяц Камиллы                        | Camille                          | Сайлас                           |
| 2008      | ф  | Ананасовый экспресс: Сижу, курю              | Pinapple Express                 | Сол Сильвер                      |
| 2008      | ф  | Ночи в Роданте                               | Nights in Rodanthe               | Марк Фланнер                     |
| 2008      | ф  | Харви Милк                                   | Milk                             | Скотт Смит                       |
| 2010      | с  | Студия 30                                    | 30 Rock                          | в роли самого себя               |
| 2010      | ф  | Вопль                                        | Howl                             | Аллен Гинзберг                   |
| 2010      | ф  | Безумное свидание                            | Date Night                       | Тэйст                            |
| 2010      | ф  | Уильям Винсент                               | William Vincent                  | Уильям Винсент                   |
| 2010      | ф  | Ешь, молись, люби                            | Eat Pray Love                    | Дэвид                            |
| 2010      | ф  | Любовь и предательство                       | Love & Distrust                  | Трэвис                           |
| 2010      | ф  | 127 часов                                    | 127 hours                        | Арон Ралстон                     |
| 2011      | ф  | Зелёный Шершень                              | The Green Hornet                 | Дэнни Клэр                       |
| 2011      | ф  | Храбрые перцем                               | Your Highness                    | Славий                           |
| 2011      | ф  | Разрушенная башня                            | The Broken Tower                 | Харт Крейн                       |
| 2011      | ф  | Восстание планеты обезьян                    | Rise of the Planet of the Apes   | Уилл Родман                      |
| 2011      | ф  | Сэл                                          | Sal                              | Милтон Катселас                  |
| 2012      | ф  | Черри                                        | About Cherry                     | Фрэнсис                          |
| 2012      | с  | Голливудские холмы                           | Hollywood Heights                | Озборн Сильвер                   |
| 2012      | ф  | Душевные болезни                             | Maladies                         | Джеймс                           |
| 2012      | ф  | Ледяной                                      | The Iceman                       | Марти Фримен                     |
| 2012      | ф  | Отвязные каникулы                            | Spring Breakers                  | Эйлиен                           |
| 2012      | ф  | Слежка                                       | The Letter                       | Тайрон                           |
| 2012      | ф  | Цвет времени                                 | The Color of Time                | Ч.К. Уильямс в 40 лет            |
| 2013      | с  | Проект Минди                                 | The Mindy Project                | доктор Пол Леотард               |
| 2013      | ф  | Интерьер. Кожаный бар.                       | Interior. Leather Bar.           | Джеймс                           |
| 2013      | ф  | Лавлэйс                                      | Lovelace                         | Хью Хефнер                       |
| 2013      | ф  | Оз: Великий и Ужасный                        | Oz the Great and Powerful        | Оскар Диггс / Оз                 |
| 2013      | ф  | Когда я умирала                              | As I Lay Dying                   | Дарл Бандрен                     |
| 2013      | ф  | Конец света 2013: Апокалипсис по-голливудски | This Is the End                  | в роли самого себя               |
| 2013      | ф  | Пало-Альто                                   | Palo Alto                        | мистер Би                        |
| 2013      | ф  | Дитя божье                                   | Child of God                     | Джерри                           |
| 2013      | ф  | Третья персона                               | Third Person                     | Рик                              |
| 2013      | ф  | Последний рубеж                              | Homefront                        | Гейтор                           |
| 2014      | ф  | Вероника Марс                                | Veronica Mars                    | камео                            |
| 2014      | ф  | Планета обезьян: Революция                   | Dawn of the Planet of the Apes   | Уилл Родман                      |
| 2014      | ф  | Лёгкие деньги                                | Good People                      | Том Райт                         |
| 2014      | ф  | Шум и ярость                                 | The Sound and the Fury           | Бенджи Компсон                   |
| 2014      | ф  | Интервью                                     | The Interview                    | Дэвид Скайларк                   |
| 2015      | ф  | Правдивая история                            | True story                       | Кристиан Лонго                   |
| 2015      | мф | Маленький принц                              | Le Petit Prince                  | Лис (озвучка)                    |
| 2015      | ф  | Королева пустыни                             | Queen of the Desert              | Генри Кадоган                    |
| 2015      | ф  | Аддеролловые дневники                        | The Adderall Diaries             | Стивен Эллиот                    |
| 2015      | ф  | Меня зовут Майкл                             | I am Michael                     | Майкл Глатц                      |
| 2016      | с  | 11.22.63                                     | 11.22.63                         | Джейкоб Эппинг / Джеймс Амберсон |
| 2016      | ф  | И проиграли бой                              | In Dubious Battle                | Мак Маклеод                      |
| 2016      | ф  | Королевская кобра                            | King Cobra                       | Джозеф Керкес                    |
| 2016      | мф | Полный расколбас                             | Sausage Party                    | наркоман (озвучивание)           |
| 2016      | ф  | Почему он?                                   | Why Him?                         | Лэйерд Мейхью                    |
| 2016      | с  | Институт Роузвуд                             | The Institute                    | доктор Кэйрн                     |
| 2017      | ф  | Чужой: Завет                                 | Alien: Covenant                  | Брэнсон, капитан «Завета»        |
| 2017      | ф  | Хранилище                                    | The Vault                        | Эд Маас                          |
| 2017      | ф  | Горе-творец                                  | The Disaster Artist              | Томми Вайсо                      |
| 2017—2019 | с  | Двойка                                       | The Deuce                        | Винсент Мартино / Фрэнки Мартино |
| 2018      | ф  | Мир будущего                                 | Future World                     | полководец                       |
| 2018      | ф  | Кин                                          | Kin                              | Тейлор Балик                     |
| 2018      | ф  | Баллада Бастера Скраггса                     | The Ballad of Buster Scruggs     | ковбой                           |
| 2019      | ф  | Зеровилль                                    | Zeroville                        | Айк Джером                       |
| 2019      | мф | Стражи Арктики                               | Arctic Justice                   | Лемми (озвучивание)              |
| 2024      | ф  | Ларго Винч: Гнев прошлого                    | Largo Winch: Le Prix de l’argent | Эцио Бернтвуд                    |
| 2024      | с  |                                              | Karantina                        | Джейкоб Стоун                    |
| 2024      | ф  | Эй, Джо                                      | Hey Joe                          | Дин Барри                        |
| 2025      | ф  | Человек-кролик                               | Bunny-Man                        | Остин Бойд                       |
|           | ф  | Долгий дом                                   | The Long Home                    | Даллас Хардин                    |
|           | ф  |                                              | Kill the Czar                    |                                  |
|           | ф  |                                              | Squali                           | Роберт Прайс                     |
|           | ф  | Остриё бритвы                                | The Razor’s Edge                 | Данте                            |
|           | ф  |                                              | The Policeman                    |                                  |
|           | ф  |                                              | Karantina                        | Джейкоб Стоун                    |
|           | ф  | Дочь Кастро                                  | Castro's Daughter                | Фидель Кастро                    |

### Режиссёрские работы
- 2005 — Обезьяна / The Ape
- 2007 — Счастливчик Макс / Good Time Max
- 2010 — Saturday Night / Saturday Night
- 2011 — Разрушенная башня / The Broken Tower
- 2011 — Сэл / Sal
- 2012 — Мой личный Ривер / My Own Private River
- 2013 — Интерьер. Кожаный бар. / Interior. Leather Bar.
- 2013 — Когда я умирала / As I Lay Dying
- 2013 — Дитя божье / Child of God
- 2014 — Шум и ярость / The Sound and the Fury
- 2014 — Буковски / Bukowski
- 2015 — И проиграли бой / In Dubious Battle
- 2016 — 11.22.63 / 11.22.63
- 2016 — Институт Роузвуд / The Institute
- 2017 — Двойка / The Deuce
- 2017 — Горе-творец / The Disaster Artist
- 2018 — Мир будущего / Future World (совместно с Брюсом Тьерри Чунгом)
- 2018 — Долгий дом / The Long Home
- 2019 — Зеровилль / Zeroville

### Литературные произведения
- «Strongest of the Litter»
- «Dangerous Book Four Boys»
- «A California Childhood»
- «Palo Alto Stories»
- «Actors Anonymous»
- «Directing Herbert White»
- «Straight James/Gay James»

## Награды
Полный список наград и номинаций — на сайте IMDb.com.
- «Независимый дух» в категории «Лучшая мужская роль второго плана».
- «Золотой глобус» в категории «Актёр мини-сериала».
- «Золотой глобус» в категории «Лучший актёр в комедии или мюзикле».